# Typhlodromus silvanus
Typhlodromus silvanus är en spindeldjursart som beskrevs av Ehara och Noriaki Kishimoto 1994. Typhlodromus silvanus ingår i släktet Typhlodromus och familjen Phytoseiidae. Inga underarter finns listade i Catalogue of Life.